# مدرع صارخ
مدرع صارخ (الاسم العلمي: Chaetophractus vellerosus) (بالإنجليزية: Screaming Hairy Armadillo)‏ هو نوع من الحيوانات يتبع جنس المدرع المشعر من فصيلة المدرعات المتدثرة وأشباهها.